# Patinação artística nos Jogos Olímpicos de Inverno de 1998
Resultados das competições de patinação artística nos Jogos Olímpicos de Inverno de 1998 realizadas em Nagano, Japão.

## Eventos
- Individual masculino
- Individual feminino
- Duplas mistas
- Dança no gelo

## Medalhistas
| Evento                        | Ouro                                      | Prata                                          | Bronze                                      |
| ----------------------------- | ----------------------------------------- | ---------------------------------------------- | ------------------------------------------- |
| Individual masculino detalhes | Ilia Kulik RUS Rússia                     | Elvis Stojko CAN Canadá                        | Philippe Candeloro FRA França               |
| Individual feminino detalhes  | Tara Lipinski USA Estados Unidos          | Michelle Kwan USA Estados Unidos               | Chen Lu CHN China                           |
| Duplas detalhes               | Oksana Kazakova Artur Dmitriev RUS Rússia | Elena Berezhnaya Anton Sikharulidze RUS Rússia | Mandy Wotzel Ingo Steuer GER Alemanha       |
| Dança no gelo detalhes        | Oksana Grishuk Evgeny Platov RUS Rússia   | Anjelika Krylova Oleg Ovsyannikov RUS Rússia   | Marina Anissina Gwendal Peizerat FRA França |

## Quadro de medalhas
| Ordem | País               | Medalha de ouro | Medalha de prata | Medalha de bronze |   | Ordem por total |
| ----- | ------------------ | --------------- | ---------------- | ----------------- | - | --------------- |
| 1     | RUS Rússia         | 3               | 2                |                   | 5 | 1               |
| 2     | USA Estados Unidos | 1               | 1                |                   | 2 | 2               |
| 3     | CAN Canadá         |                 | 1                |                   | 1 | 4               |
| 4     | FRA França         |                 |                  | 2                 | 2 | 2               |
| 5     | GER Alemanha       |                 |                  | 1                 | 1 | 4               |
| 5     | CHN China          |                 |                  | 1                 | 1 | 4               |